# RE/MAX Greater Atlanta Stadium

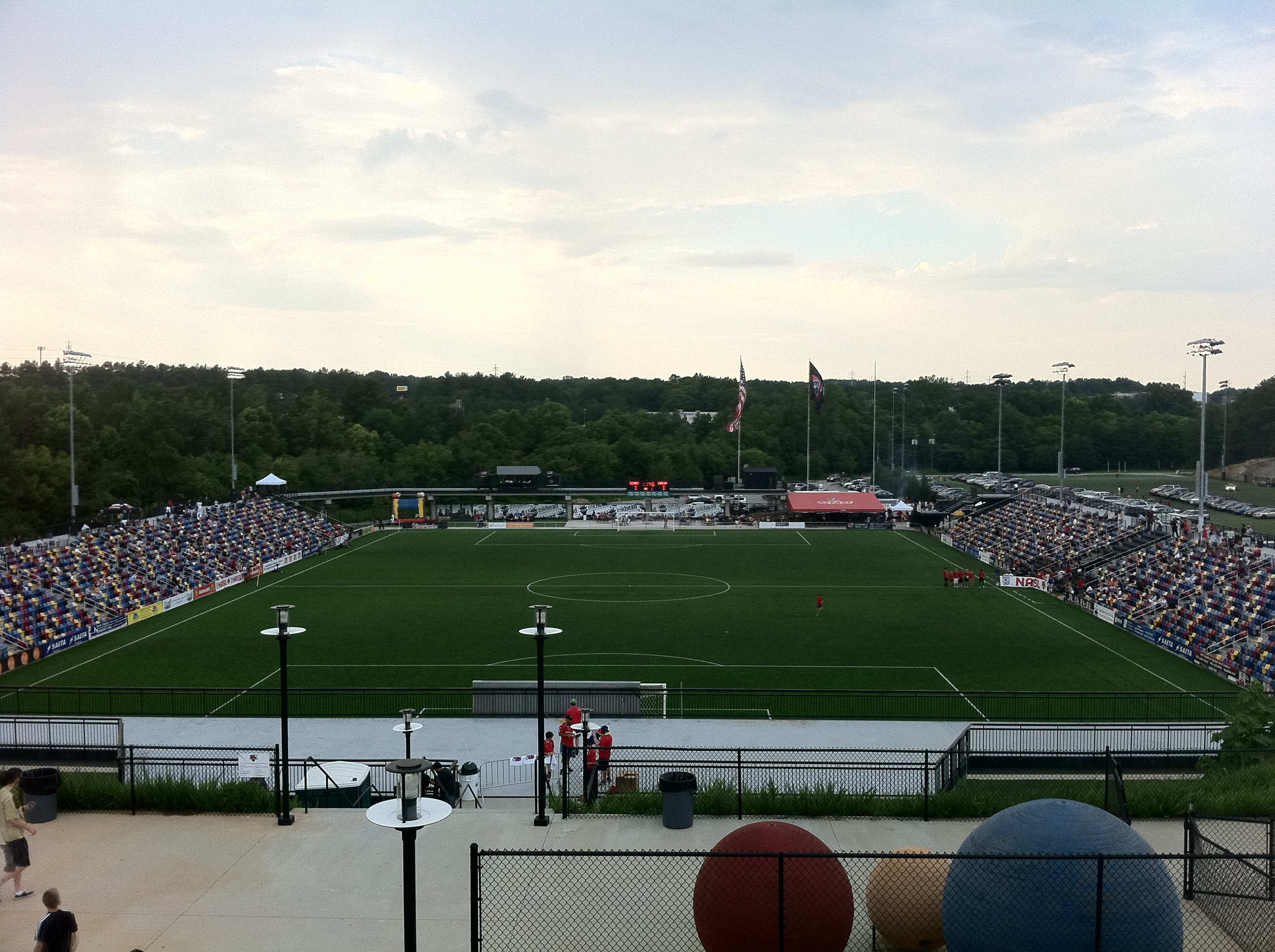
Silverbacks Park

Het Atlanta Silverbacks Park (vroegere naam RE/MAX Greater Atlanta Stadium) is een voetbalstadion in Atlanta (Verenigde Staten), en is het stadion van de USL First Division Atlanta Silverbacks. Het oorspronkelijke plan was om in het stadion een aantal hulpvelden en een trainingsruimte aan te leggen. Het stadion werd gebouwd in vier delen. De eerste helft van de bouw was klaar in 2006.
Gebouwd:
- Deel 1: Gestart in 2004. Er werden twee kunstmatige velden gebouwd, en een natuurlijke.
- Deel 2: Klaar in 2006. Uitbreiding tot een stadion met 3.000 zitplaatsen, met een bar/restaurant.

Gepland:
- Deel 3: Het stadion wordt uitgebreid tot een stadion met 7.500 zitplaatsen. Een EHBO-post zal gebouwd worden.
- Deel 4: Er zal een bovenste ring worden toegevoegd aan het stadion, dat zorgt voor 15.000 plaatsen.

## Geografie
Het stadion ligt aan de Northcrestroad tussen de Interstate 85 en de Chamblee-Tuckerroad. Het officiële adres is Atlanta Silverbacks Way, Atlanta, GA 30340, hoewel sommige kaarten de straatnaam Northcrestroad kunnen gebruiken.